# عكبر التايغا
عكبر التايغا (الاسم العلمي: Microtus xanthognathus) (بالإنجليزية: Taiga Vole)‏ هو نوع من الحيوانات يتبع جنس العكبر من الفصيلة القدادية.